# Col du Noyer
Der Col du Noyer ist ein 1664 Meter hoher Gebirgspass in den französischen Alpen. Er befindet sich in der Region Provence-Alpes-Côte d’Azur im Département Hautes-Alpes und führt durch das Dévoluy-Massiv. Über die D17T verbindet er die Gemeinde Dévoluy im Westen mit Le Noyer im Osten.

## Auffahrten
Die Ostauffahrt auf den Col du Noyer beginnt in der Gemeinde Le Noyer an der Kreuzung zwischen der D17 und D17T. Von diesem Punkt ist sie 6,6 Kilometer lang und weist eine durchschnittliche Steigung von 8,6 % auf. Die enge Straße beginnt kurz nach dem Ortsgebiet deutlich stärker anzusteigen und führt im Schnitt mit rund 8 % durch die ersten beiden Drittel. Nach zwei Kehren folgt ein kurzer flacherer Abschnitt, ehe die Straße auf den letzten beiden Kilometern eine Durchschnittsteigung von mehr als 10 % aufweist. Kurz vor der Passhöhe werden die zwei spektakulärsten Kehren des Anstiegs absolviert, die beim Bau in die Felswand geschlagen wurden.
Die Westauffahrt hat ihren Ausgangspunkt in der Ortschaft Le Pré, die Teil der Gemeinde Dévoluy ist. Sie ist 7,5 Kilometer lang, weist eine Durchschnittssteigung von 5,2 % auf und beginnt an der Kreuzung der D17 mit der D18B, die nach SuperDévoluy führt. Nach einem Kilometer mit moderaten Steigungsprozenten, beginnt die Straße vor Truziaud stärker anzusteigen, ehe sie in der Ortschaft wieder abflacht. Nach dem Verlassen des Ortsgebiets folgen zwei Kilometer mit einer Durchschnittssteigung von rund 7 %. Nach einem kurzen flachen und teils abfallenden Abschnitt werden auf den letzten beiden unrhythmischen Kilometern Steigungen von bis zu 9 % erreicht.

## Radsport
Der Col du Noyer wurde von der Tour de France erstmals im Jahr 1970 auf der 13. Etappe überquert. Damals erreichten die Fahrer die Passhöhe über die Ostauffahrt, die zur Hälfte der Renndistanz befahren wurde und als Bergwertung der 1. Kategorie galt. Mit Raymond Delisle sicherte sich ein Franzose die meisten Punkte im Kampf um die Bergwertung.
Nur ein Jahr später führte die Tour de France 1971 auf der 11. Etappe über die weniger anspruchsvolle Westauffahrt, die als Anstieg der 2. Kategorie klassifiziert wurde. Zunächst setzte sich der gesamtführende Joop Zoetemelk gemeinsam mit Luis Ocaña, Gösta Pettersson und Lucien Van Impe in der Côte de Laffrey vom Hauptfeld ab, ehe Luis Ocaña auf dem Col du Noyer angriff und schlussendlich das Ziel in Orcières-Merlette mit einem Vorsprung von fast sechs Minuten erreichte. Der Spanier übernahm das Gelbe Trikot und wies in der Gesamtwertung bereits einen Vorsprung von fast neun Minuten auf. In den Pyrenäen kam er wenige Tage später in der Abfahrt des Col de Menté zu Sturz, wodurch Eddy Merckx seine dritte Tour de France in Folge gewann.
Seither wurde der Col du Noyer mit den Austragungen der Jahre 1982 und 2010 zwei weitere Male befahren, wobei die Passhöhe stets über die Westauffahrt erreicht wurde.
Im Jahr 2024 wurde auf der 17. Etappe erneut die Ostauffahrt befahren, ehe das Ziel in SuperDévoluy erreicht wurde. Der Ecuadorianer Richard Carapaz nutzte den Anstieg um sich von der Fluchtgruppe abzusetzen und gewann die Etappe als Solist.
| Jahr | Etappe     | Bergwertung  | Fahrer          | Auffahrt |
| ---- | ---------- | ------------ | --------------- | -------- |
| 1970 | 13. Etappe | 1. Kategorie | Raymond Delisle | Ost      |
| 1971 | 11. Etappe | 2. Kategorie | Luis Ocaña      | West     |
| 1982 | 15. Etappe | 2. Kategorie | Pascal Simon    | West     |
| 2010 | 10. Etappe | 2. Kategorie | Mario Aerts     | West     |
| 2024 | 17. Etappe | 1. Kategorie | Richard Carapaz | Ost      |